# Combat de Papudo
Guerre hispano-sud-américaine (1865-1866)
Batailles
m
- Tomé
- Papudo
- Chiloé (1re)
- Abtao
- Chiloé (2e)
- Paquete del Maule
- Valparaíso
- Callao
- Tornado

Le combat naval de Papudo s’est déroulé le 26 novembre 1865 lors de la guerre hispano-sud-américaine. Il a opposé un navire chilien et un navire espagnol au large du Chili près de la ville de Papudo.

## Déroulement

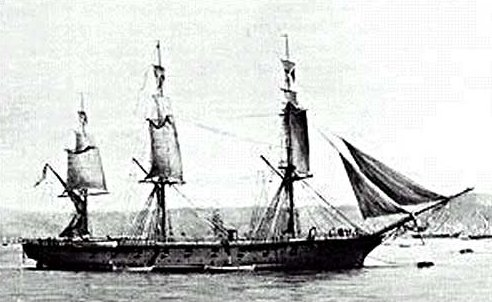
La corvette chilienne Esmeralda

La corvette chilienne Esmeralda, commandée par le capitaine de frégate Juan Williams Rebolledo (en), de retour du Pérou, faisait escale à Lota. Elle y fut informée que des navires de guerre espagnols isolés participaient aux opérations de blocus des ports chiliens dans les parages. Ayant appris peu après que des mouvements étaient en cours au sein de la flotte espagnole, elle alla se poster entre Coquimbo et Valparaíso avec l’espoir d’intercepter le Covadonga ou tout navire de transport espagnol. 
Le 26 novembre à 7 heures du matin, les Chiliens aperçurent le navire espagnol qu’ils attendaient. L’Esmeralda s’approcha en arborant le drapeau anglais. Le commandant de la goélette espagnole Virgen de Covadonga, Luis Fery, confondit la corvette avec les corvettes britanniques Shearwater, Colombina ou Mutine.

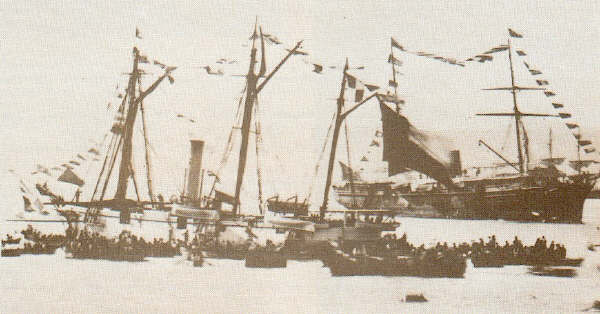
La goélette espagnole Covadonga

Mais redoutant quelque surprise, il fit sonner le branle-bas de combat, fit mettre en panne son navire et présenta son côté tribord, prêt à tirer.
À la distance appropriée, Williams fit changer le pavillon et ouvrit le feu avec ses canons de tribord. Le Virgen de Covadonga, répondit au tir.
Le navire espagnol reçut plusieurs impacts dans la coque et la mâture, puis un projectile explosa sur le canon de poupe. Les 14 servants furent mis hors de combat.
Le Virgen de Covadonga essaya de s’échapper mais l’Esmeralda resta dans son sillage à faible distance, tirant avec son canon de proue. L’espagnol largua un grelin pour entraver les hélices du chilien, mais ce dernier put l’esquiver.
Le commandant Fery du Virgen de Covadonga, décida de se rendre et le fit savoir au capitaine Williams qui envoya un équipage prendre possession du navire. Une fois à bord, les chiliens se rendirent compte que leur prise s’était sabordée et avait déjà 4 pieds d’eau dans les soutes. Ils réussirent à rétablir la situation en attendant de pouvoir faire de plus amples réparations dans un port.
Le commandant Fery, 6 officiers et 110 marins avaient été faits prisonniers. Selon Williams, les espagnols avaient eu deux morts et 14 blessés. Les espagnols annonçait quant à eux 26 morts ou blessés. Du côté chilien, il n’y eut ni mort ni blessé.
Par cette action offensive au résultat inespéré, la marine chilienne augmentait sa flotte d’un troisième navire de guerre. L’amiral Juan Manuel Pareja (en), commandant de l’escadre espagnole, ne supporta pas la nouvelle de cette humiliation et mit fin à ses jours deux jours plus tard.

### Navires engagés
- Espagne
  - Virgen de Covadonga : Goélette - Construction en 1864 - Tonnage 445 tonnes - Vitesse 8 nœuds - Armement deux canons tournants de 200 mm sur les côtés et un canon tournant de 160 mm à la proue - équipage : 120 hommes[1].
- Chili
  - Esmeralda : Corvette à propulsion mixte (voile, vapeur) – Construction en 1854-1855 en Angleterre – Tonnage - Vitesse 8 nœuds – Armement 20 canons lisses de 32 livres - équipage : 123 hommes[1].